# Shukria Asil
Shukria Asil és una activista afganesa pels drets de la dona. El 2009, va aconseguir revertir l'acomiadament de tres mestres a Baghlan, les quals havien estat acomiadades a causa d'informació negativa sobre elles publicada pel Ministeri d'Educació. Des de 2010 és una de les quatre dones en el Consell Provincial de Baghlan, i des de 2012 és la cap del Departament Provincial de Cultura i Informació de Baghlan.
Asil també va intervenir en el cas d'una jove expulsada de la seva família per haver sofert una violació en grup, i va poder reunir la família a pesar que el governador havia intentat la seva detenció. Ha creat xarxes de dones, liderat la lluita per escoles de conducció d'automòbils per a dones, i ampliat les possibilitats educatives per a les joves.
S'ha enfrontat a nombrosos intents de segrest i amenaces de mort pel seu treball, i ha hagut de canviar de domicili.
L'any 2010 va rebre el Premi Internacional a les Dones Coratge.